# Pinocembrina
La pinocembrina è un flavonoide, con potenti capacità antiossidanti, contenuto nel miele e nella propoli.
La pinocembrina è di origine vegetale in quanto è contenuta nel polline e nel nettare che le api raccolgono dai fiori e successivamente inseriscono nel processo di produzione del miele e della propoli.

## Struttura e proprietà chimiche
La formula molecolare della pinocembrina è C15H12O4, la sua struttura centrale è composta da una doppia struttura ciclica che reca due gruppi funzionali ossidrile, un gruppo fenilico e un chetone.